# Леви, Евгения
Евгения Леви (1861—1915) — итальянская писательница, переводчица и журналистка.

## Биография
Родилась 21 ноября 1861 года в еврейской семье в Падуе.
Училась в Падуе, Флоренции и Ганновере. В 1885 году была назначена преподавательницей в Высшей королевской школе для девиц во Флоренции.
Автор ряд работ по истории итальянской литературы; особым успехом пользуются ее «Ricorditi» (от Данте до Кардучи, 1888; 5-е изд., 1899). Считалась прекрасным знатоком Данте. Много переводила художественных произведений с немецкого на итальянский язык.
Скончалась в 1915 году.